# Le Gault-Saint-Denis
Le Gault-Saint-Denis ist eine französische Gemeinde mit 674 Einwohnern (Stand: 1. Januar 2022) im Département Eure-et-Loir in der Verwaltungsregion Centre-Val de Loire. Sie gehört zum Arrondissement Châteaudun und ist Mitglied im Gemeindeverband Communauté de communes du Bonnevalais. Die Einwohner werden Gaulois und Gauloises genannt.
Nachbargemeinden sind Vitray-en-Beauce im Nordwesten, Meslay-le-Vidame im Norden, Les Villages Vovéens mit Montainville und Rouvray-Saint-Florentin im Nordosten, Villars im Osten, Neuvy-en-Dunois im Südosten, Pré-Saint-Évroult und Pré-Saint-Martin im Süden, Moriers im Südwesten und Montboissier im Westen.

## Bevölkerungsentwicklung
| Jahr      | 1962 | 1968 | 1975 | 1982 | 1990 | 1999 | 2008 | 2015 |
| --------- | ---- | ---- | ---- | ---- | ---- | ---- | ---- | ---- |
| Einwohner | 634  | 614  | 539  | 507  | 540  | 538  | 686  | 671  |